# Henri Carayol
Henri Carayol (* 1953) ist ein französischer Mathematiker, der sich mit Zahlentheorie befasst.
Carayol wurde 1984 an der Universität Paris promoviert (Courbes de Shimura, formes automorphes et représentations galoisiennes). Er lehrt an der Universität Straßburg.
Er befasst sich mit Modulformen und modularen Galoisdarstellungen.
1984 war er am Institute for Advanced Study.

## Schriften
- Sur la mauvaise réduction des courbes de Shimura, Compositio Math., Band 59, 1986, S. 151–230
- Sur les représentations l-adiques associées aux formes modulaires de Hilbert, Ann. Sci. École Norm. Sup. (4), Band 19, 1986, S. 409–468.
- Sur les représentations Galoisiennes modulo ℓ attachées aux formes modulaires, Duke Math. J., Band 59, 1989, S. 785–801.
- Limites dégénerée de séries discrètes, formes automorphes et variétés de Griffiths-Schmidt: le cas du groupe U (2,1), Compositio Mathematica, Band 111, 1998, S. 51–88
- Quelque relations entre les cohomologies des variétés de Shimura et celles de Griffiths-Schmidt (cas du groupe SU (2,1)), Compositio Mathematica, Band 121, 2000, S. 305–335
- Cohomologie automorphe  et compactifications partielles des certaines variétés de Griffiths-Schmidt, Composition Mathematica, Band 141, 2005, S. 1081–1102
- Herausgeber mit Jacques Tilouine: Formes automorphes, 2 Bände, Astérisque, Nr. 298, Nr. 302,  2005 (Actes du semestre du Centre Emile Borel 2000)